# Алекс Тізон
Алекс Тізон (англ. Alex Tizon, повне ім'я Томас Александер Асунсьйон Тізон, ісп. Tomas Alexander Asuncion Tizon; 30 жовтня 1959, Маніла — 23 березня 2017, Юджин
) — американський журналіст філіппінського походження. Лауреат Пулітцерівської премії в галузі розслідувальної журналістики (1997).

## Життєпис
У 1964 р. разом з родиною переїхав до США, де його батько працював на незначних посадах у філіппінських консульствах в Лос-Анджелесі і Сіетлі. В подальшому сім'я зазнавала фінансових труднощів і часто переїжджала, поки не влаштувалася нарешті в штаті Орегон. Тізон закінчив університет Орегону, потім продовжив освіту в Стенфордському університеті.
Працюючи репортером The Seattle Times, Тизон разом зі співавторами Е. Налдером і Д. Нельсон виграв Пулітцерівську премію за серію статей про корупцію у федеральній програмі з надання житла індіанському населенню США. У 2001 році отримала резонанс його серія репортажів про реакцію американських громадян у різних регіонах на терористичний акт 11 вересня 2001. Надалі в 2003—2008 роках Тізон очолював бюро газети Los Angeles Times у Сіетлі.
У 2011 році Тізон опублікував автобіографічну публіцистичну книгу «Велика маленька людина: У пошуках мого азійського я» (англ. Little Big Man: In Search of My Asian Self), в якій проаналізував як свій шлях до виявлення своєї філіппінської ідентичності, так і наявні в американському суспільстві стереотипи щодо філіппінців. Останній твір Тізона, нарис «Моя сімейна рабиня» (англ. My family's Slave), також був написаний на автобіографічному матеріалі і присвячений далекій родичці, яка понад півстоліття провела у діда і матері Тізона як безправна служниця; нарис був опублікований у журналі The Atlantic як cover story (головний матеріал номера, винесений на обкладинку) у червні 2017 року, вже після раптової смерті автора, і викликав широке обговорення.